# 澳門巴士轉乘服務

轉乘服務標誌

澳門巴士轉乘服務（葡萄牙語：Serviço de Transfência de autocarro de Macau）是澳門兩間巴士公司提供予乘客之轉車優惠，讓乘客透過轉乘模式，用一程車費，便可搭乘兩程路線，免除點對點路線服務的不足。

## 背景
由於澳門地小車多，長期出現因車輛密度高、令道路使用資源出現緊張，澳門新福利公共汽車有限公司有見及此，於2003年11月22日起，利用該公司的澳門通IC卡技術，提供了澳門首個公共巴士轉乘服務。澳巴則於2008年底才提供此服務。
轉乘服務予乘客透過轉乘模式，用一程車費，搭乘多程巴士路線。使之無需限制於乘坐個別路線，提高乘車選擇性、亦縮短候車時間。
於2008年前，因澳巴未有裝設提出澳門通付款服務，只有新福利提供此服務，這令轉乘服務未能普及。及至2008年底，澳巴車輛全部裝有澳門通機，隔數個月後，澳巴才開始增加轉乘服務。

## 歷史
- 2003年11月22日，澳門新福利公共汽車有限公司推出第一期轉乘服務，為澳門首個巴士轉乘服務。[1][2]
- 2004年11月26日，在第一期轉乘服務的基礎上，澳門新福利公共汽車有限公司再推出第二期轉乘服務，巴士路線可轉乘範圍擴大至澳門市區線之間的相互轉乘，第二程車為免費轉乘。[3][2]
- 2010年1月18日，部份巴士路線之有效轉乘時間將延長至60分鐘。[4][5]
- 2011年8月1日起，所有路線（免費接駁路線除外）提供轉乘服務。[6]
- 2019年6月7日，新增“乘車碼”支付車資，首階段由澳門通股份有限公司旗下的手機支付工具“澳門錢包 MPay”提供該服務，具相關權限之註冊用戶使用手機巴士二維碼（乘車碼）支付車資，享有與澳門通卡相同的車資優惠及轉乘優惠（長者、殘疾及學生優惠除外）。[7][8]（此時Mpay需要達至一定用戶等級才能夠使用乘車碼功能。附有條件方可使用。）
- 2021年12月11日，為配合COVID-19防疫工作，更好地追踪與確診患者有公共巴士同乘軌跡之乘客，持澳門通全民卡的乘客必須透過實名登記（須提供持卡人姓名及流動電話號碼）及拍卡激活，方可繼續享有乘車及轉乘優惠，MPay乘車碼、長者卡、殘疾卡、自動加值卡及第三期消費卡（至2021年12月31日止）於已實名，毋須另行登記及拍卡激活。[9] 相關計劃鑑於COVID-19防疫政策調整，於2023年2月10日起正式終止。[10]

- 2023年8月11日，“乘車碼”功能擴展至澳門本地各家金融機構手機支付工具應用程式上，該服務升級為聚易用＋，均可享有轉乘優惠（長者、殘疾及學生優惠除外）。雲閃付內使用澳門乘車碼（“聚易用+”）必須綁定澳門本地金融機構發出的銀聯信用卡才可享受轉乘優惠。[11][12]
- 2024年4月25日起，“乘車碼”功能新增至支付寶（中國大陸或香港）以及綁定非本地發行銀聯卡的銀聯雲閃付，但不設轉乘優惠。[13]

## 優惠模式
要使用轉乘服務，必須使用澳門通卡或“聚易用＋” 任一支付工具所生成的“乘車碼”乘車，並必須使用同一張卡或同一支付工具應用程式所生成的“乘車碼”轉乘。轉乘服務有時間限制，乘客必須在指定時間內以同一張卡或同一個“乘車碼”，由第一程上車過卡，再轉乘至第二程上車過卡方可享有優惠。
由於澳門政府實施公交車資優惠計劃，故此乘客在使用澳門通或“聚易用＋” 繳付車費時，除可享受轉乘服務外，即使單程票價都會比原實際票價低，且在不同巴士公司間之巴士按指示轉乘均可享轉乘優惠。
此優惠的模式是「搭兩程車，計車資最高的一程」。若第一程比第二程車資高，第二程免費；相反地，若第二程比第一程車資更高，則於第二程拍卡時扣減差額。
- 備註

1. 同一班次上拍卡兩次不享有優惠。
2. 使用轉乘服務期間，所用的「卡」不能有其他消費交易及必須符合45分鐘或60分鐘（澳門半島↔路環線）的轉乘時限，方獲優惠。
3. 上車時，若原價車資為免費（$0.0），則轉乘優惠不適用。
4. 轉乘優惠除「澳門半島區內線↔澳門－氹仔／路環線↔氹仔／路環區內線」可享有第二程轉乘優惠（總車費為較高收費巴士車費）外，其餘轉乘優惠則不能連續使用。